# Драган Станчић
Драган Станчић (Обреновац, 12. фебруар 1982) је бивши српски фудбалер. Играо је на позицији задњег везног играча.

## Каријера
Поникао је у Радничком из Обреновца, одакле је као 16-годишњак прешао у ОФК Београд. За први тим ОФК Београда је дебитовао са 18 година, и у клубу је остао до завршетка сезоне 2003/04. Са младом репрезентацијом Србије и Црне Горе је наступао на Европском првенству 2004. у Немачкој, где је национални тим поражен у финалу од Италије.
У јулу 2004. је потписао четворогодишњи уговор са Црвеном звездом. Одмах по доласку у Црвену звезду, тренер Љупко Петровић му је пружио шансу да буде првотимац. Станчић је играо на утакмицама против Јанг Бојса и ПСВ-а у квалификацијама за Лигу шампиона. У двомечу са ПСВ-ом је на оба сусрета провео по 90. минута. Ипак црвено-бели су након победе у Београду (3:2) доживели тежак пораз у Ајндховену (0:5). Након тога су елиминисани и од Зенита у 1. колу Купа УЕФА, па је Љупко Петровић поднео оставку а на његово место је постављен Ратко Достанић. Станчић код новог тренера није добијао шансу, па је за сезону 2005/06. позајмљен ОФК Београду.
Након ОФК Београда, Црвена звезда га је поново позајмила, овога пута Хајдуку из Куле. Станчић је са Хајдуком, поред играња у Суперлиги Србије, наступао и у 2. колу квалификација за Куп УЕФА против ЦСКА из Софије. У првом мечу у Софији је било 0:0, а у рeвaншу, који је одигран на стадиону Црвене звезде у Београду, резултат је после продужетка био 1:1, па су Куљани испали због правила гола у гостима. Управо је Станчић постигао једини гол за Хајдук у овом двомечу.
Током лета 2007. се прикључио припремама Црвене звезде код тренера Бошка Ђуровског. Скренуо је пажњу на себе током припремног периода, када је постигао голове против љубљанске Олимпије и Вест Бромич албиона. Ипак није добио прилику да заигра у црвено-белом дресу током јесењег дела сезоне 2007/08. У фебруару 2008. одлази у кинески Ћингдао, а касније је у овој земљи играо и за Нанђинг и Гуејџоу. Каријеру је завршио 2011. године, као 29-годишњак, након чега је остао да живи у Кини, где се бави тренерским послом.